# Philippe Lioret
Philippe Lioret (París, 10 de octubre de 1955) es un guionista y director de cine francés. En 2007 ganó (junto al coguionista y autor de la novela original, Olivier Adam) la Étoile d'or du cinéma français al mejor guion por Je vais bien, ne t'en fais pas, película que el propio Lioret se encargó de dirigir. Ha sido candidato en numerosas ocasiones a los Premios César de la Academia del Cine de Francia y sus obras se han proyectado en los festivales más importantes del mundo, como el Festival Internacional de Cine de San Sebastián o el Festival Internacional de Cine de Moscú.

## Largometrajes
- 1993: En tránsito (Tombés du ciel).[1] La película está basada en un episodio de la vida de Mehran Karimi Nasseri, refugiado iraní que vivió durante varios años en una terminal del Aeropuerto Charles de Gaulle de París. El personaje protagonista fue interpretado por Jean Rochefort y también actuaron Marisa Paredes, Ticky Holgado y Laura del Sol. Por esta película, Lioret ganó la Concha de plata al mejor director del Festival Internacional de Cine de San Sebastián.[2] Posteriormente, Steven Spielberg rodó otra película basada en el mismo personaje, La terminal (2004).

- 1997: Tenue correcte exigée, protagonizada por Jacques Gamblin, Zabou y Elsa Zylberstein.

- 2000: Mademoiselle (El desliz) [título original: Mademoiselle][3] es una comedia protagonizada por Sandrine Bonnaire, Jacques Gamblin, Isabelle Candelier, Zinedine Soualem y Jacques Boudet. En el Festival Internacional de Cine de Moscú Lioret estuvo nominado al Premio San Jorge. Sandrine Bonnaire ganó el premio a la mejor actriz en el Festival Les journées romantiques de Cabourg (2001).

- 2004: El extraño (título original: L'équipier).[4] Acturaron Sandrine Bonnaire, Philippe Torreton, Grégori Dérangère y Émilie Dequenne. En los Premios César de 2005, Torreton fue candidato al premio al mejor actor, Dequenne al de mejor actriz secundaria y Nicola Piovani a la mejor banda sonora original.

- 2006: Je vais bien, ne t'en fais pas está basada en el libro homónimo del escritor Olivier Adam, quien escribió el guion junto a Philippe Lioret (por el que ganaron la Étoile d'or du cinéma français al mejor guion). Los actores principales fueron Mélanie Laurent, Kad Merad e Isabelle Renauld y la música de Nicola Piovani. Los actores de esta película recibieron numerosos premios por sus interpretaciones: Merad obtuvo el Premio César al mejor actor secundario (2007), Julien Boisselier el Prix Lumière al actor revelación (2007) y Mélanie Laurent el César a la mejor actriz revelación, el Prix Lumière a la actriz revelación y la Étoile d’or a la actriz revelación (todos en 2007).

- 2009: Welcome tiene un guion firmado por el director junto a Emmanuel Courcol y Olivier Adam. Se inspiraron en las noticias de los inmigrantes que desde Calais tratan de entrar en el Reino Unido. Para documentarse, recurrieron a los testimonios reales de refugiados y de asociaciones humanitarias.[5] Para subrayar el tono testimonial de la película, Lioret contrató a actores no profesionales para alguno de los papeles, especialmente para el protagonista, un kurdo de 17 años que pretende cruzar el canal de la Mancha a nado, interpretado por Firat Ayverdi. Junto a él, coprotagonizan la película actores profesionales como Vincent Lindon (como Simon Calmat) y Audrey Dana (Marion). A raíz del estreno de la película, el diputado socialista Daniel Goldberg presentó en la Asamblea Nacional francesa una proposición de ley para despenalizar el llamado delito de solidaridad (en francés, délit de solidarité, esto es, la penalización de aquellos que socorren a los extranjeros en situación irregular). La proposición fue debatida y rechazada en la Asamblea en 30 de abril de 2009.[6] Por el guion de esta película los guionistas ganaron el Premio Prévert (2010), convocado por la UGS (Union Guilde des Scénaristes).[7]

- 2010: D'autres vies que la mienne, basada en la novela homónima de Emmanuel Carrère, con Vincent Lindon y Marie Gillain como actores protagonistas.

## Premios y distinciones
Festival Internacional de Cine de San Sebastián
| Año  | Categoría                         | Película    | Resultado |
| ---- | --------------------------------- | ----------- | --------- |
| 1993 | Concha de Plata al mejor Director | En tránsito | Ganador   |